# William Beck
William Beck (1960 - 11 de setembro de 2009) foi um empresário norte-americano, co-proprietário do time de basquete da NBA Charlotte Bobcats.